# Salade aux œufs
La salade aux œufs ou salade d'œufs, dans un sens plus restreint œufs en salade, est un plat froid composé d'œufs généralement durs découpés, d'une sauce (souvent mayonnaise) et de garnitures principalement de laitue. Elle peut être une salade majoritairement composée d'œufs (œufs en salade) ou une salade simple ou composée dans laquelle on coupe un œuf dur (salade aux œufs). 
Les salades composées aux œufs durs sont typiques de dans plusieurs pays. Les œufs durs écrasés dans la mayonnaise sont populaires sous le nom d'Egg salad aux États-Unis et dans leur sphère d'influence où elle se mange en sandwich.

## Histoire

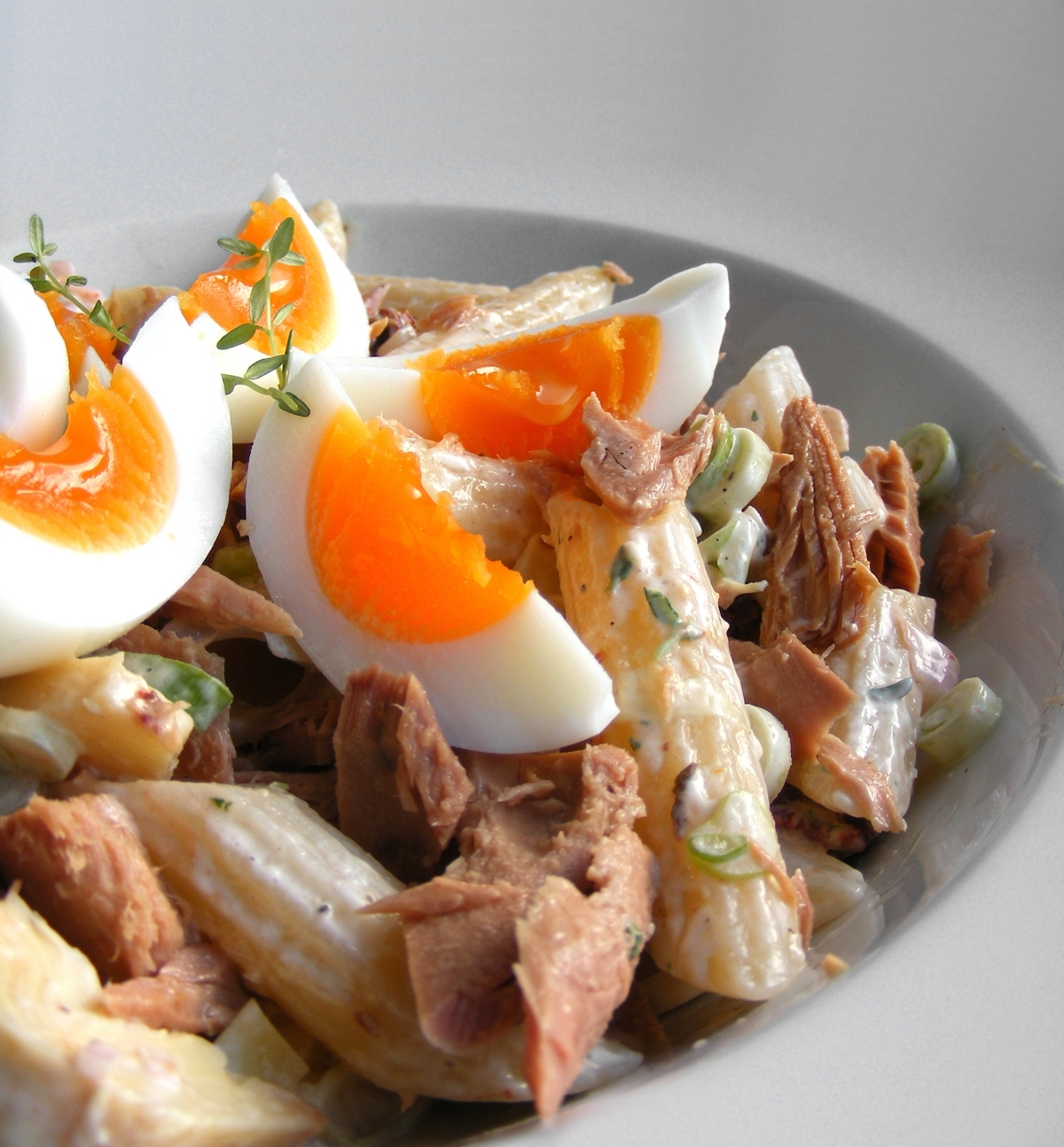
Œuf dont le jaune n'est pas trop cuit, précepte de l'œuf mayonnaise.

François Massialot (1722) donne une recette de salade d'œufs: «on la fait avec anchois, câpres, fenouil, laitues, betteraves, pourpier et cerfeuil, le tout chacun en son particulier, et bien assaisonné. Il y a encore beaucoup d'autres sortes d'œufs qu'il suffira de spécifier; comme œufs à la ciboulette et aux fines herbes». La même recette figure dans le Dictionnaire des Aliments en 1750. En 1755, la recette est définitivement établie par Joseph Menon, les œufs sont posés sur «de la chicorée ou de la laitues; arrangez dessus des œufs durs ou à demi-mollets, coupez en deux, un dans le milieu entier découpé artistement; garnirez tout le vide avec de la petite fourniture, assaisonnez de sel, gros poivre, huile et vinaigre; l'on en fait aussi sans salade en mettant de même façon, persil, ciboules, échalottes hachées chacun séparément» (les fournitures sont les fines herbes d'assaisonnement),. Il ne manque à ces œufs vinaigrette que l'invention de la mayonnaise (attestée chez Viard en 1806), elle apparait dans une salade aux œufs pour la première fois chez Archambault en 1821,.
Salade aux œufs et salade d'œufs sont plus fréquents dans les bibliothèques numérisées que œufs en salade. L'egg salad y apparait tardivement en anglais (après 1890).

## Préparations

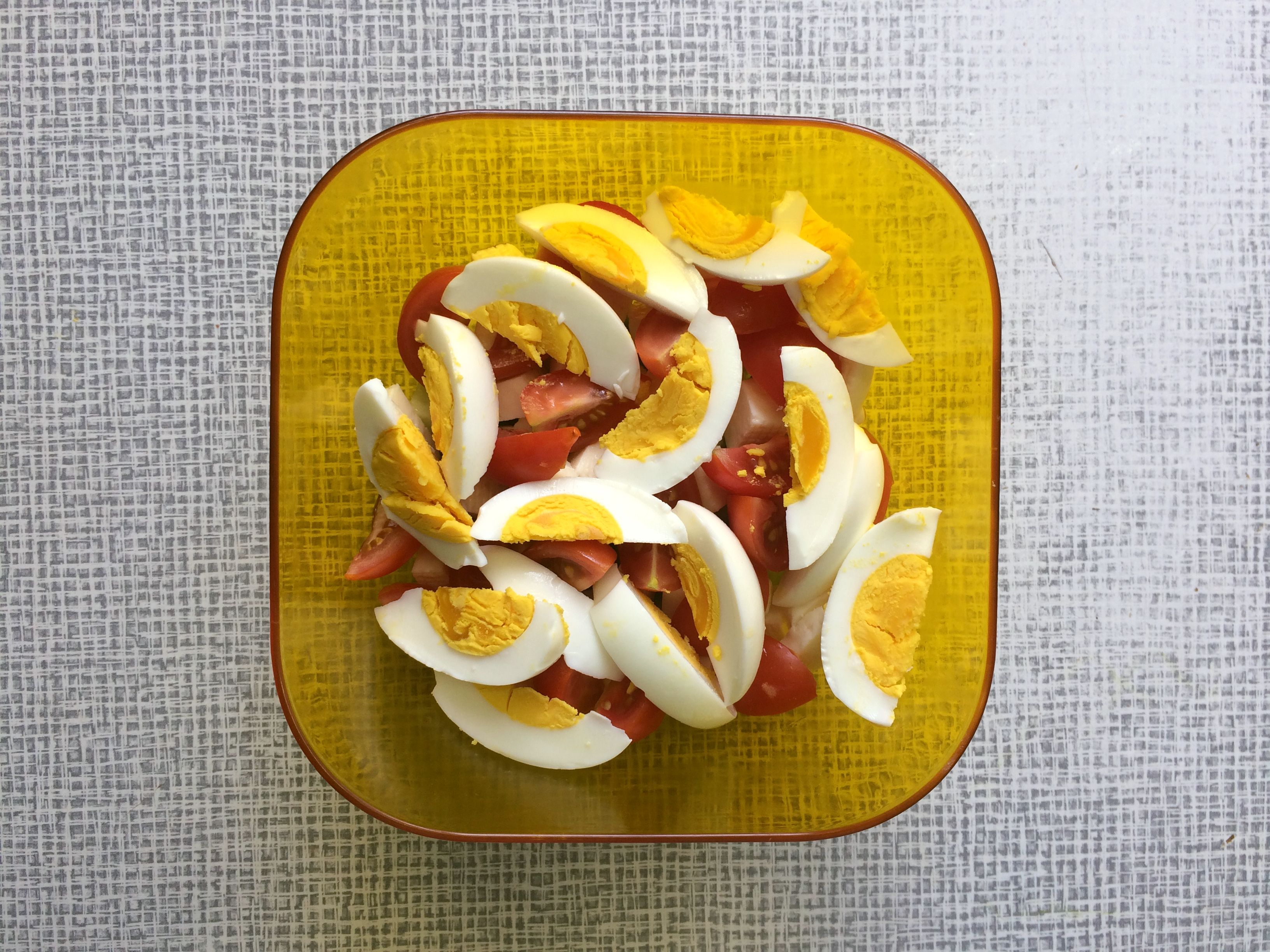
Salade de tomate, œufs durs.

### A la vinaigrette ou à la mayonnaise
Les préparations vont d'un quasi œuf mayonnaise (les finitions d'herbes, les garnitures étant semblables à celles des œufs mayonnaises) à des salades vertes ou composées totalement ou partiellement garnies d'œufs durs. 
La recette d'Archambault est la suivante : « Coupez des œufs durs en quatre, puis arrangez-les sur le plat ; garnissez-les d'un cordon de laitues, et versez un assaisonnement d'huile, de vinaigre, sel et gros poivre. Vous pouvez y ajouter des filets d'anchois, des cornichons : formez-en une mayonnaise, et la décorez avec de la gelée ». L'huile et le vinaigre peuvent être servis à part.  
La salade aux œufs durs est, dans Le Cordon bleu (1927), une salade verte dont la vinaigrette est liée au jaune d'œuf dur: « Salades aux œufs. Cet assaisonnement se compose de jaunes d’œufs cuits durs broyés avec les mêmes proportions d’huile et de vinaigre que pour les salades à l’huile et assaisonné de même. On peut facultativement y ajouter du blanc d’œuf cuit et finement émincé, ainsi que de la mayonnaise très claire ». Cette vinaigrette au jaune d'œuf dur se rencontre encore dans la salade de laitue et de homard de Paul Bocuse. En 1945, la recette du magazine Elle est proche: « Salade aux œufs. Coupez les œufs durs en rondelles et mélangez-les à n’importe quelle salade : mâche, laitue, romaine, etc. Faites une sauce un peu relevée contenant une cuillerée de moutarde ». 
Pour elle (1940) donne une salade aux œufs de réveillon avec garniture : « Faire cuire des œufs durs, les couper en rondelles, ajouter du céleri en branches coupé en petits morceaux, de la betterave également coupée en morceaux, un peu de mâche. Assaisonner avec un mélange d’huile, de vinaigre, et poivre dans lequel on aura écrasé un jaune d’œuf et de la bonne moutarde aux fines herbes ».  

### Les salades d'œufs durs à la crème ou au yaourt

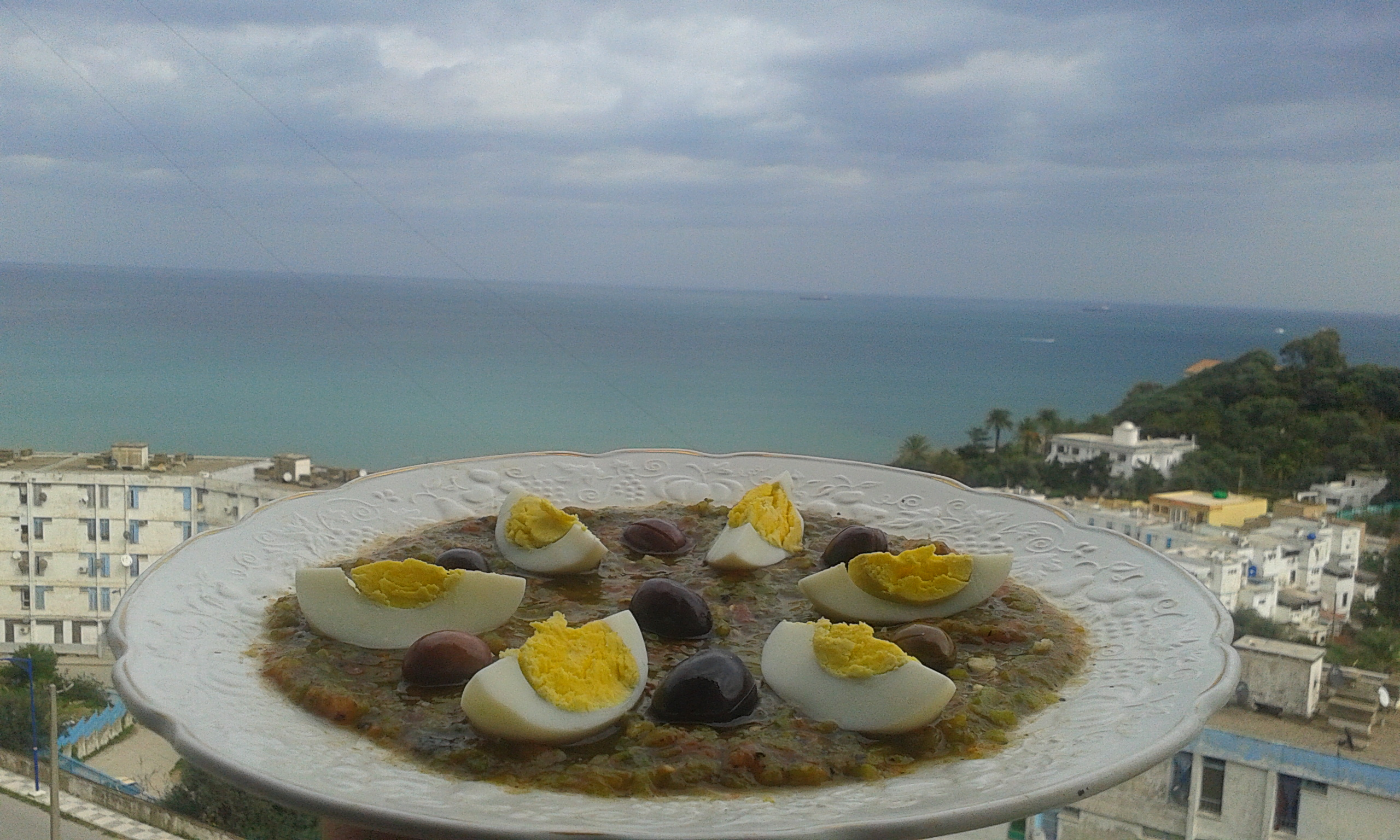
Salade Mechouia

A. Bautte (1905) donne les œufs durs en salade à la crème qui sont des œufs durs, du vinaigre et de la crème fraiche dont une variante intéressante consiste à y ajouter de la truffe (œufs durs en salade aux truffes). Augusta Moll-Weiss (1907) donne une recette d'œufs durs en purée dans de la crème et sans vinaigre. Dans la version Œufs durs à la dijonnaise on ajoute de la moutarde à la crème fraiche.
Il existe un mi chemin qui consiste à mettre de la crème dans de la mayonnaise.
Les œufs à la turque, Çılbır, sont des œufs mollets écaillés (ou des œufs pochés) froids dans une sauce au yaourt (yaourt, citron, ail, coriandre) on les relève au paprika. 

## Accompagnements

### Laitue

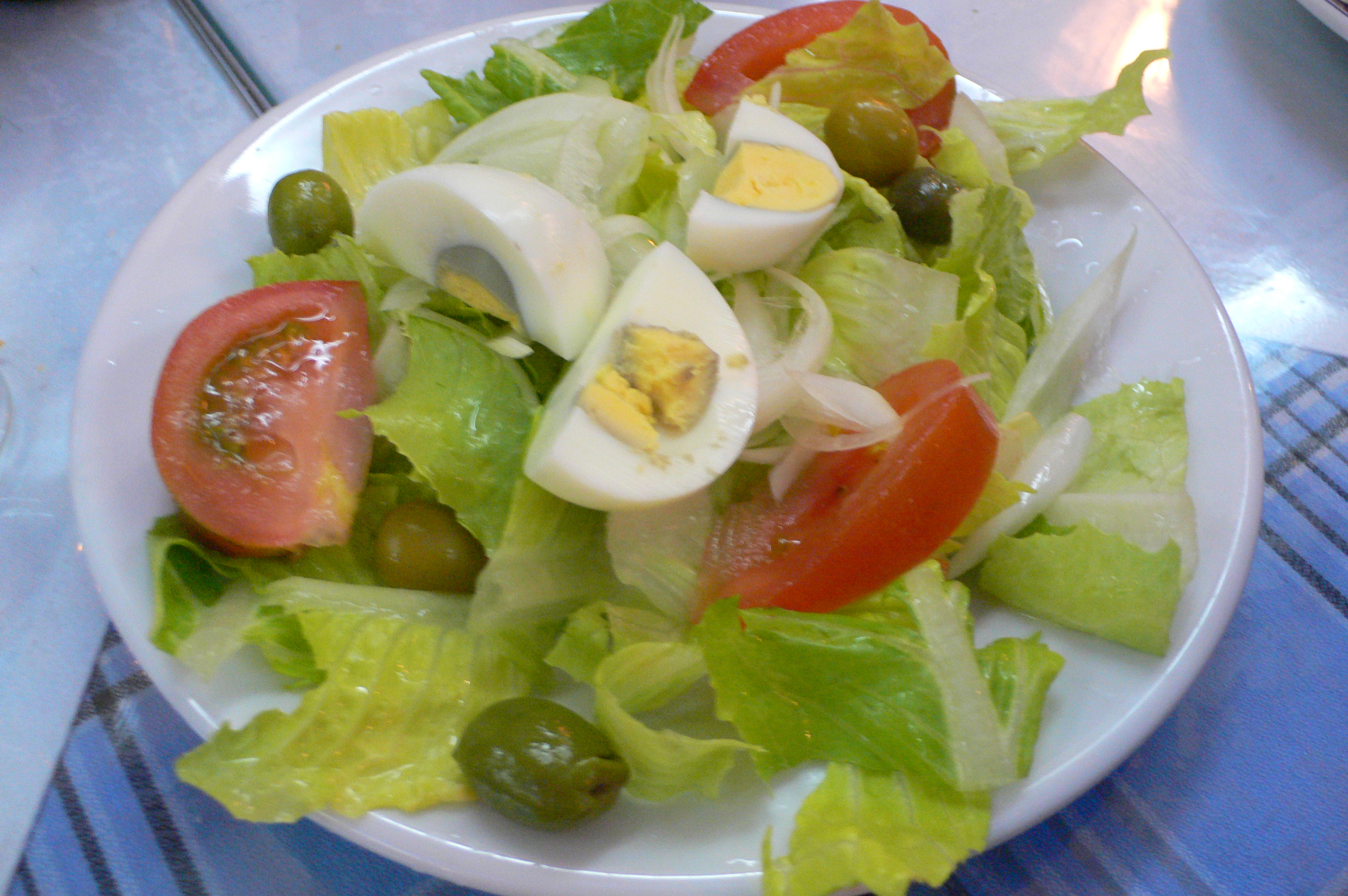
Salade aux œufs avec romaine et tomate.

«La laitue en salade doit presque toujours être accompagnée d'œufs durs coupés en tranches ou parfaitement écrasés au moyen d'une fourchette» lit-on dans la Maison rustique des dames (1884). La laitue aux œufs durs se fait par étapes: sauce vinaigrette, rondelles d'œufs durs, finir avec de la laitue et tourner la salade au moment de servir. Selon Marie-Pierre Arvy et François Gallouin, l'ajout d'un œuf dur haché à la laitue en fait une Laitue mimosa ; Françoise Bernard prétend donner la vraie recette de la Laitue mimosa (avec orange et banane) sans œufs durs,. La salade de crevettes est préparée à base de crevettes, de laitue, d'œufs durs, d'olives et nappés de mayonnaise. Myriam Esser-Simons propose les endives ou la romaine en alternative à la laitue.

### Autres verdures
On citera le pourpier, les chicorées et pissenlits, le cresson (pommes de terre, cresson et œufs durs), les épinards, le mesclun, la mâche, la scarole, la romaine et toutes salades vertes qu'on accompagne d'œufs durs ou pochés,,,,,. La frisée se fait aux lardons, croûtons et œufs pochés. Gaston Lenôtre, dans son Livre de l'œuf (1988), prépare des œufs de caille durs aux deux salades (feuille de chêne et frisée) avec lardons et noix fraiche. Au Maghreb, la salade d'œufs durs sur poivrons grillés (câpres et jus de citron) a de jolies couleurs.

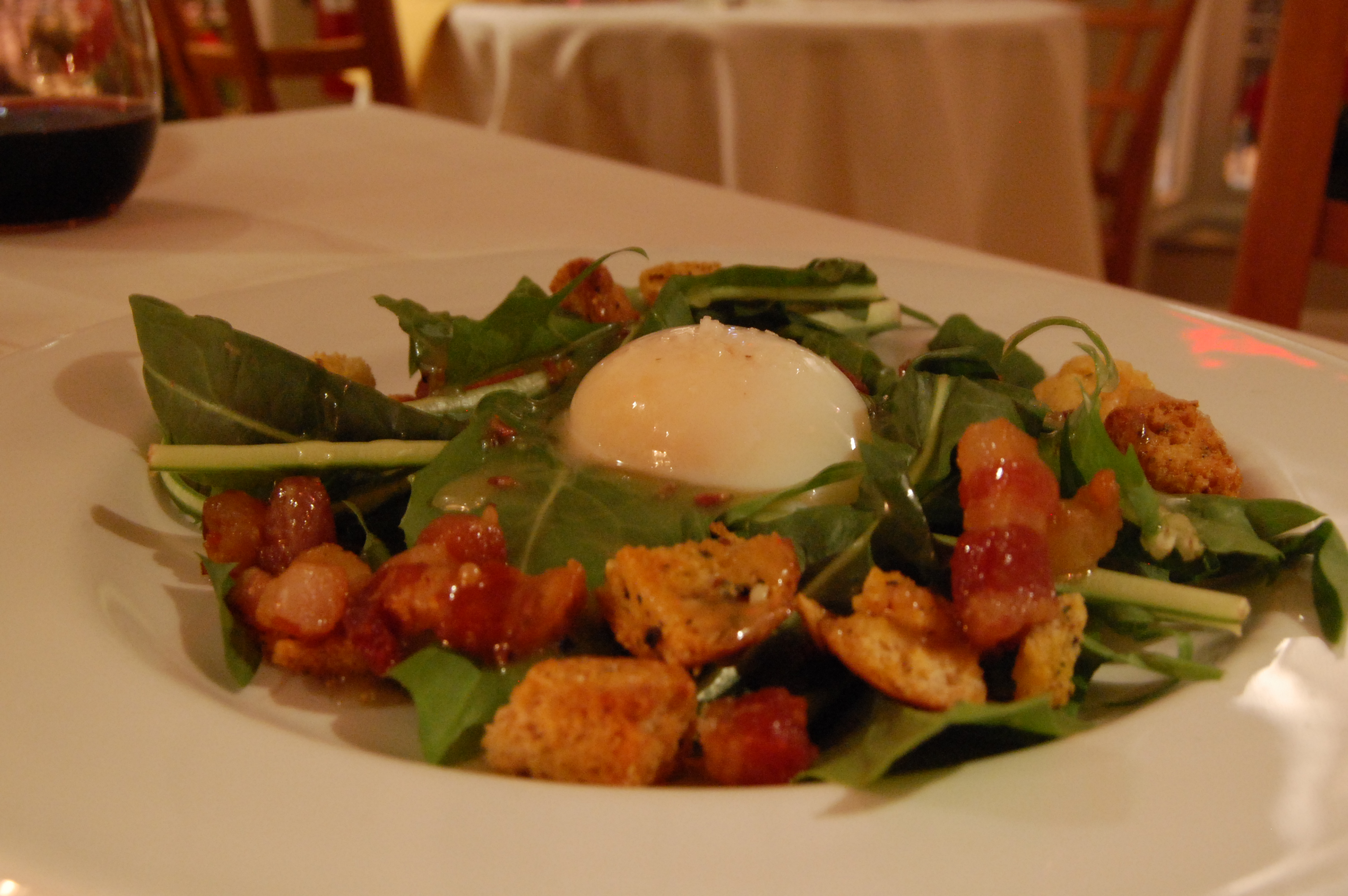
lardons, pissenlit, œuf poché et croûtons, vinaigrette

### Autres salades
La Salade marguerite est une salade de pommes de terre et haricots verts accompagnée d'œufs durs coupés en pétales de marguerite. Si on ajoute oignons, tomates, poivrons, et thon on obtient une salade niçoise. La salade de pommes de terre aux œufs durs (salade de rattes et œufs durs mayonnaise) est une recette plus simple, à laquelle peut être ajouté du saumon  ,. On trouve aussi des salades de brocolis à la vapeur avec des œufs durs ou de chicorées avec œufs durs et  fromages et charcuteries notamment,. La salade de tomates se garnit de même d'œufs durs, sauce vinaigrette.  
Les œufs durs ou pochés deviennent un élément de décoration ou d'enrichissement des salades mixtes ou composées faites de nombreux ingrédients. La salade Mechouwya ou Mechouia tunisienne riche et épicée se décore d'œufs durs. 

### Sauces
La mayonnaise est la sauce la plus fréquente pour accompagner les œufs durs. Marianne Kaltenbach (1983) en propose des variantes: la sauce ravigote, la sauce rémoulade, la sauce froide à la moutarde (mayonnaise crémée), sauce émeraude et la sauce King (épicée de ketchup, tabasco, gingembre en poudre),.
Et naturellement la vinaigrette : «Déjeuner du 4 septembre 1914 du Maréchal Joffre: hors d'œuvre, œufs dur vinaigrette, blanquette de veau, salade, fruits». Le Maréchal ne buvait pas de vin.

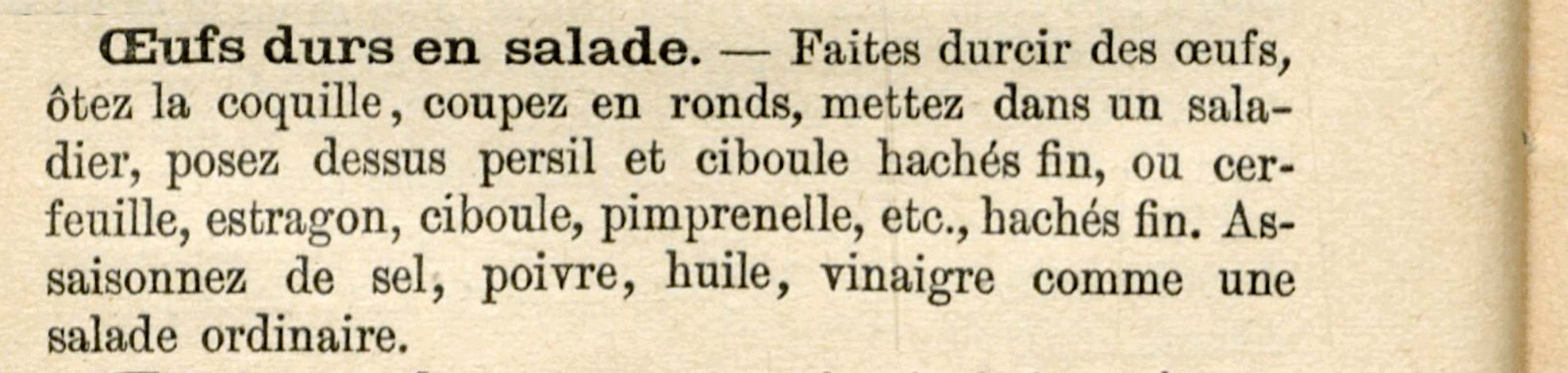
Recette d'Emile Dumont, La Bonne cuisine française, tout ce qui a rapport à la table, ed. 1938. Source gallica.bnf.fr / BnF

## Les différentes salades d'œufs

### Les salades russes

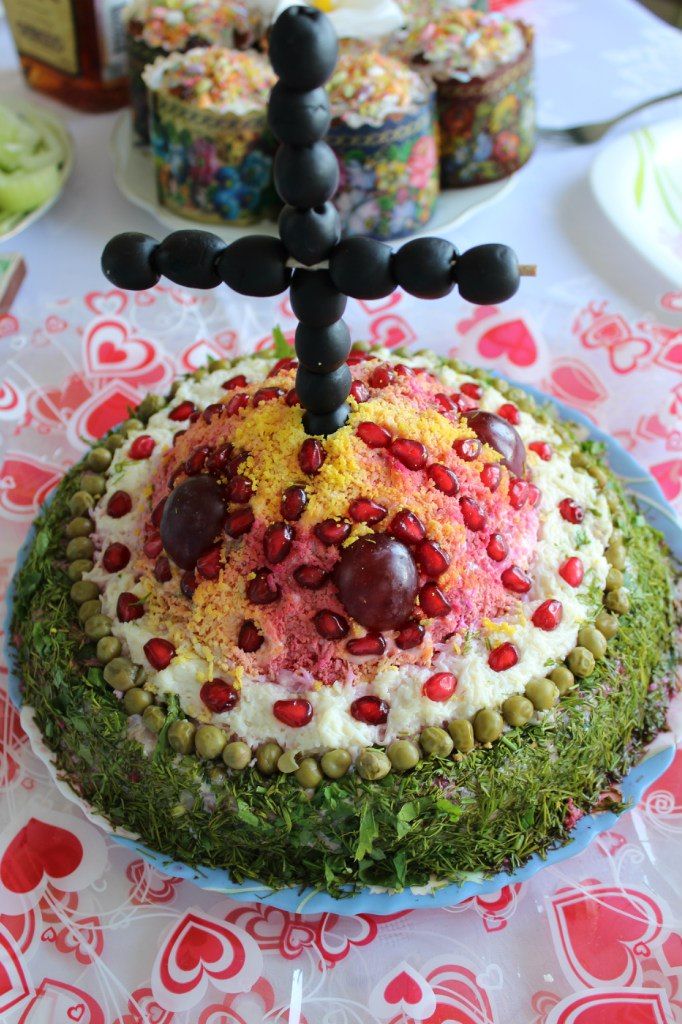
Salade russe, macédoine, viandes, mayonnaise et œufs durs.

Les salades composées avec des œufs sont communes, appréciées, populaires et variées en Russie et dans les anciens pays soviétiques. Le site russianfood donne, en 2021, 1 703 recettes de salades aux œufs durs салат из сваренных вкрутую яиц (salat iz svarennykh vkrutuyu yaits). Рипол Классик publie en 2007 un livre de 478 pages intitulé Миллион салатов и закусок (Million salatov i zakusok) Un million de salades et collations avec 91 salades aux œufs durs. 
La salade russe, ou salade Olivier салат Оливье (salat Oliv'ye), est une riche jardinière à base de macédoine, du saucisson de Bologne, des viandes, avec une sauce mayonnaise dont ce chef avait le secret, et des œufs durs. Dans les archives en français salade russe apparait dès 1850. Vers 1860, Lucien Olivier composait sa salade mixte aux œufs durs à Moscou. En 1880, la salade russe (Русский салат (russkiy salat)) apparait dans les archives numérisées en russe.
On note également la salade de crabe Салат из крабов (Salat iz krabov), qui est accompagnée de laitue, de mayonnaise et d'œufs durs ; la salade au bœuf bouilli accompagnée de pommes de terre, de concombres et d'œufs durs ; la salade de pomme fruit mayonnaise aux œufs durs ; et la salade de lapin Салат с кроликом (Salat s krolikom) avec lapin, du concombre, des pommes de terre, des champignons et de l'œufs durs,,,. Le monde des salades russes composées à la mayonnaise devient un pôle d'intérêt dans la littérature gastronomique française vers 1880. En 1900, Achile Ozanne écrit  : 

« Salade russe après, aux produits si divers,

Qu'on croirait à Paris n'y jamais voir d'hivers... »

La salade russe est aussi appelée salade macédoine,. Elle est rapidement enrichie et servie moulée (salade moulée à la russe). Escoffier (1903) met comme garniture de sa langouste à la russe, des timbales de salade russe et des demi œufs garnis de caviar en les alternant. Les œufs durs dont le jaune est remplacé par du caviar sont une garniture de la salade russe chez Ali-Bab (1912).Les Œufs à la Néva sont des œufs durs coupés en deux dont le jaune est remplacé par une macédoine de légumes à la mayonnaise.  

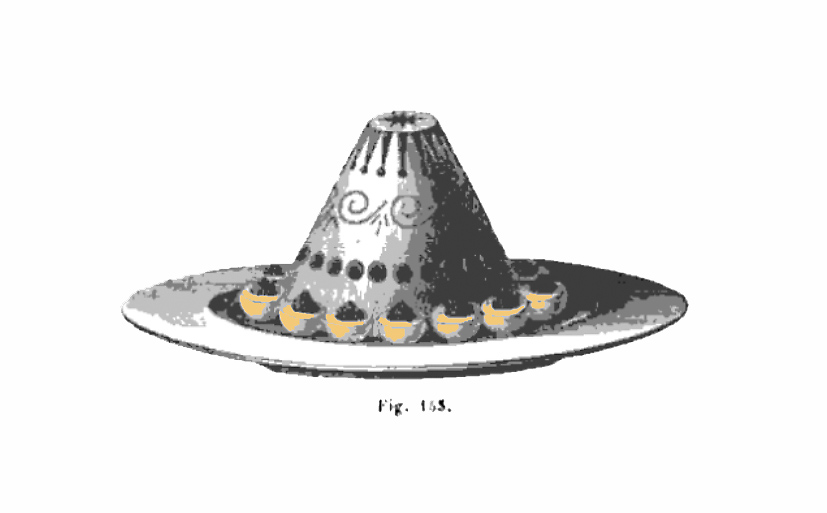
Salade russe au caviar chez Urbain Dubois

Les œufs d'esturgeon se rencontrent sur la Salade russe au caviar d'Urbain Dubois (1881). Les œufs durs et le caviar sont souvent servis ensemble.   

### Salades d'œufs de poisson
D'autres œufs de poisson (alose, bar, cabillaud, mulet) se servent en salade ou garniture de salades: en portugais salada de ovas salade d'œufs de poisson, avec ovas au féminin, par opposition à ovos au masculin: les œufs de poule, en espagnol ensalada de huevas est faite au minimum d'œufs de poisson (en général de merlu, d'oignon, coriandre, huile et vinaigre), elle se distingue de même de la ensalada de huevos (salade d'œufs de poule avec huevo au masculin),. Ces salades d'œufs de poisson font aussi partie de la cuisine pied-noir, de la cuisine roumaine, etc.,.

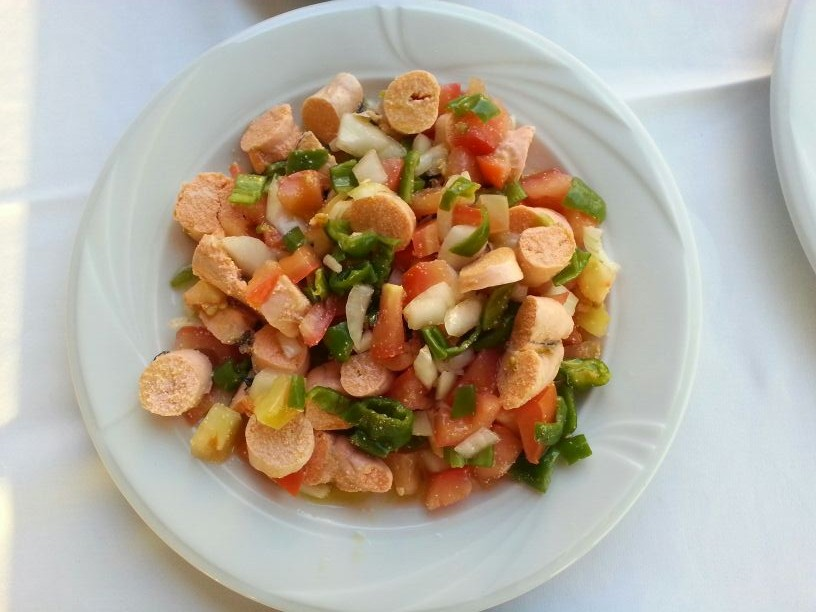
ensalada de huevas

En Grèce σαλάτα αυγοτάραχου (saláta avgotárachou) désigne une salade de fenouil, haricots, poivrons, etc. aux œufs de mulet séchés ou poutargue ,,. Le tarama grec ou turque est fait d'œufs de poissons (mulet, cabillaud) de lait, de jus de citron, d'huile et de mie de pain.

### Salade d'œufs de la cuisine juive
Les œufs à la juive communs à Budapest et dans la cuisine juive sont une salade d'œufs durs écrasés à la fourchette avec des oignons crus en julienne servie froide. Traditionnellement sans sauce ou avec un peu de graisse d’oie, on les trouve de nos jours parfois avec de la mayonnaise,,,.

### Egg saladaméricaine

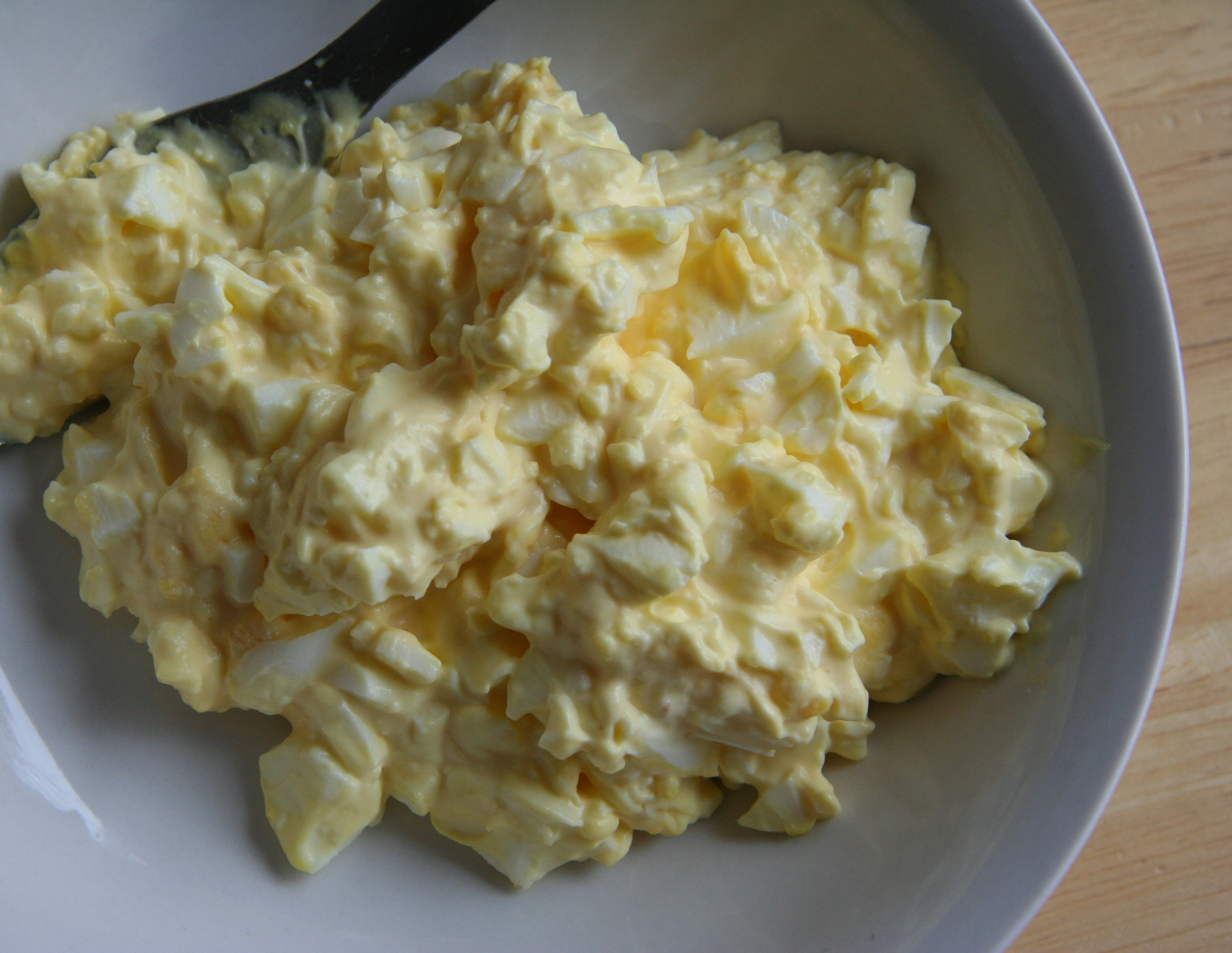
Egg salad américaine.

Une salade aux œufs américaine ou Egg salad est composée d'œufs durs écrasés, de mayonnaise, de moutarde, de céleri, d'oignons émincés, de sel, de poivre noir et de paprika. Elle est utilisée comme garniture pour les sandwichs aux œufs. Une garniture de sandwich proche est l'œuf dur en rondelles tartiné de mayonnaise. Elle est également utilisée comme accompagnement pour salade verte garnie de bacon, poivron, câpres, fromage, concombre (mariné ou non), oignons et de cornichon. Le ketchup intervient dans le couronnement de l'édifice,,,,,.
On trouve au Japon dans les produits réfrigérés sous le nom de つぶしておいしいたまごのサラダ (Tsubu shite oishī tamago nosarada) Salade d'œufs écrasés et délicieux, des sachets d'œufs mollets et mayonnaise, qui permettent de les écraser à volonté sans ouvrir le sachet et de les faire couler selon le besoin sur le support disponible.

### Versions asiatiques

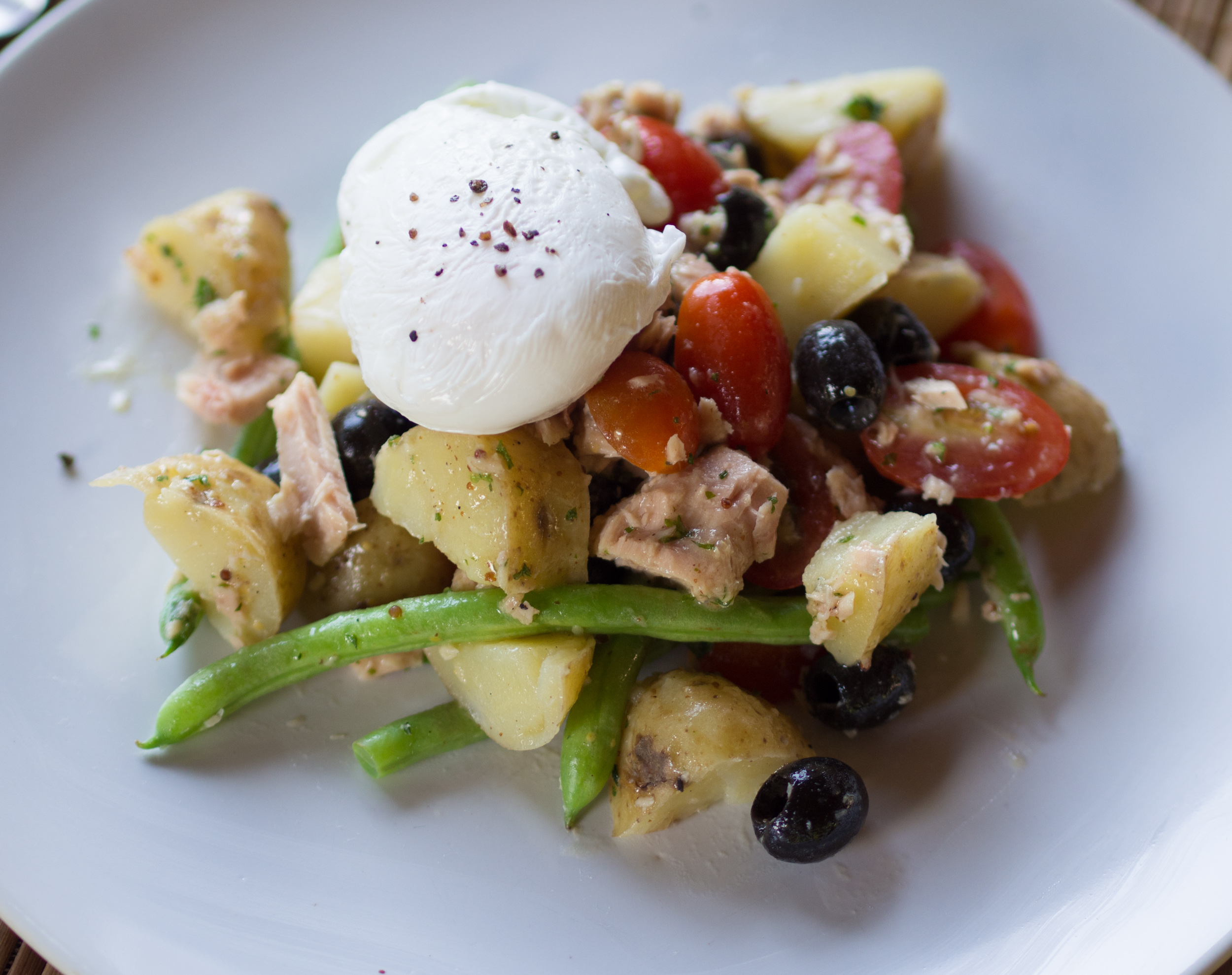
Version thaï de la salade niçoise avec un œuf poché.

En Thaïlande et au Népal, la salade d'œufs de caille et de crevettes seraient d'origine locale. La salade d'œufs au curry et la salade d'œufs salés (sans sauce sur riz nature) sont attribuées à la cuisine thaï,,. Les salades garnies aux œufs durs russes et occidentales telles que la 鸡蛋沙拉 (jīdàn shālā) chinoise le plus souvent sur légumes, concombre, brocoli et la ゆで卵のサラダ (yu de tamago no sarada) japonaise qui incorpore du riz blanc ont gagné l'Asie.  
Dans Suchi (2001), on trouve une salade d'œufs en omelette découpée en lanières et des petits pois cuits dans un bouillon de dashi,.  

## Anthologie
- Nicolas Edme Rétif de La Bretonne, Les Contemporaines, ou Avantures des plus jolies femmes de l'âge présent, La jolie Religieuse, Lyon, Thimothée Joly. 1785[85]:

« On allait faire un tour, non aux Tuileries, mais au Jardin-des-plantes, en-hiver; sur les Boulevards-neufs, et sur les colines - voisines en-été : on ne buvait pas de vin à dîner ; la chopine était-destinée pour le goûter à quelque-bouchon, pour se rafraîchir à la promenade : toute la dépense extraordinaire se-bornait, ou à une salade d'œufs-durs, qui servait de souper, ou à du fromage, ou à une tranche de pâté de huit-sous, ou bien à un morceau-de-jambon. Les deux Epoux mangeaient avec cet appétit, que laisse toujours la parcimonie; les mets n'étaient pas-délicats, mais qu'ils étaient-bons.... »

- Journal de la jeune fille,  organe des Unions chrétiennes de jeunes filles. 1902[86]:

« Les petits pois, les haricots verts, blancs ou mange-tout sont bons en salade... en y ajoutant quelques morceaux de carottes et de pommes de terre coupées en petits morceaux, un peu de chou-fleur, un œuf dur ou deux on aura une excellente salade russe, avec une mayonnaise le mélange sera meilleur, mais le simple assaisonnement d'huile et de vinaigre suffit, surtout si on a mis un œuf dur qui en se défaisant donne du liant. »

## Notes et références

coupe-oeuf